# Nederlandse kampioenschappen schaatsen afstanden 1988 - 500 meter vrouwen
De 500 meter vrouwen op de Nederlandse kampioenschappen schaatsen afstanden 1988 werd in januari 1988 in ijsstadion Thialf te Heerenveen verreden, waarbij twaalf deelneemsters startten.
Titelverdedigster Ingrid Haringa prolongeerde haar titel.

## Uitslag
| #      | Schaatsster             | tijd    |
| ------ | ----------------------- | ------- |
| Goud   | Ingrid Haringa          | 0.41,00 |
| Zilver | Christine Aaftink       | 0.41,82 |
| Brons  | Herma Meijer            | 0.42,16 |
| 4      | Marga Preuter           | 0.42,21 |
| 5      | Anja Bollaart           | 0.42,22 |
| 6      | Boukje Keulen           | 0.42,27 |
| 7      | Mariska Hekkers         | 0.42,27 |
| 8      | Els Meijer              | 0.42,28 |
| 9      | Sandra Zwolle           | 0.43,00 |
| 10     | Sandra Voetelink        | 0.43,16 |
| 11     | Jacqueline van Straaten | 0.43,23 |
| 12     | Erna Uitham             | 0.43,43 |

Uitslag op
1987 · 
1988 · 
1989 · 
1990 · 
1991 · 
1992 · 
1993 · 
1994 · 
1995 · 
1996 · 
1997 · 
1998 · 
1999 · 
2000 · 
2001 · 
2002 · 
2003 · 
2004 · 
2005 · 
2006 · 
2007 · 
2008 · 
2009 · 
2010 · 
2011 · 
2012 · 
2013 · 
2014 · 
2015 · 
2016 · 
2017 · 
2018 · 
2019 · 
2020 · 
2021 · 
2022 · 
2023 · 
2024 · 
2025